# Викулин, Даниил
Дании́л Вику́лин или Вику́лич (1653 , Новгород Великий — 1733, Выг) — один из основателей Выгорецкой киновии, духовный писатель, один из соавторов «Поморских ответов».

## Биография
Родился в 1653 году в Великом Новгороде.
Был учеником тихвинского игумена Досифея. До 1682 года служил дьяконом Шунгского погоста (Повенецкий уезд), тайно оставался старообрядцем, встречался с соловецкими монахами.
После начала гонений в Новгородской митрополии в 1684 году удалился на север и в течение нескольких лет скитался с несколькими братьями из пустыни в пустынь.
В 1694 году пришел на Выг. В 1695 году по благословению старца Корнилия Выговского, Даниил Викулин и Андрей Денисов стали главными инициаторами создания Выговского общежительства. Они разработали вопросы его внутреннего устройства.
С 1695 по 1703 год Викулов был киновиархом монастыря, затем передал эту должность А. Денисову, но продолжал осуществлять духовное руководство.
По словам историка Павла Любопытного, «муж благочестивый, твердаго духа и знатной памяти, славный учитель в Олонецких пределах, отважный и разительный обличитель никоновых догматов и обычаев».